# Toninho Guerreiro
Antônio Ferreira, genannt Toninho Guerreiro, (* 10. August 1942 in Bauru; † 26. Januar 1990 in São Paulo) war ein brasilianischer Fußballspieler. Er startete seine Profikarriere beim EC Noroeste aus Bauru. Mit dem FC Santos wurde er beim Torneio Roberto Gomes Pedrosa 1968, einem Vorgängerwettbewerb der brasilianischen Meisterschaft, Torschützenkönig. Bei diesem Verein hatte er die meisten Pflichtspiele. Insgesamt soll er bei Santos sechs Jahren bei verschiedenen Wettbewerben auf über 370 Spiele und 280 Tore gekommen sein. Hier feierte Toninho Guerreiro auch diverse nationale und internationale Titel.

## Erfolge
FC Santos
- Weltpokal: 1963
- Copa Libertadores: 1963
- Torneio Rio-São Paulo:  1963, 1964, 1966
- Taça Brasil: 1964, 1965
- Staatsmeisterschaft von São Paulo: 1964, 1965, 1967, 1968, 1969
- Intercontinental Supercup: 1968

FC São Paulo
- Staatsmeisterschaft von São Paulo: 1970, 1971

Auszeichnungen
- Brasilianischer Torschützenkönig: 1968